# Torsö, Sölvesborgs kommun
Torsö, (tidigare stavning Tossö) är en bebyggelse strax sydost om Sandviken i Mjällby socken i Sölvesborgs kommun i Blekinge län.
Fiskeläget anlades i slutet på 1700-talet.
I dag finns här både bofasta och sommargäster i det närliggande fritidshusområdet.
1. 1 2  Statistiska småorter 2023, befolkning, landareal, befolkningstäthet per småort, SCB, 28 november 2024, läs online.[källa från Wikidata]
2. ↑  Avregistrerade och nyregistrerade statistiska småorter 2020, SCB, 31 mars 2022, läs online.[källa från Wikidata]